# Луначарский (Ставропольский край)
Лунача́рский — посёлок в Ставропольском крае России. Входит в городской округ город-курорт Кисловодск.

## География
Расстояние до краевого центра: 139 км.

## История
На 1 марта 1966 года посёлок Луначарского входил в состав территории Зеленогорского сельсовета Предгорного района (с центром в посёлке Зеленогорский):23.
На 1 января 1983 года посёлок Луначарский значился в составе Аликоновского сельсовета (с центром в посёлке Аликоновка), подчинённого Кисловодскому горсовету:30.

## Население
| 1989 | 2002 | 2010  | 2014 | 2020 | 2021  |
| ---- | ---- | ----- | ---- | ---- | ----- |
| 238  | ↗666 | ↗1063 | ↘900 | ↗990 | ↗1373 |

По данным переписи 2002 года в национальной структуре населения посёлка русские составляли 47 %, карачаевцы — 39 %.

## Образование
Посёлок закреплён за МКОУ СОШ № 12 города Кисловодска.

## Связь
Из-за сложного рельефа местности населённый пункт находится вне зоны покрытия цифровым телевизионным вещанием.

## Достопримечательности
В районе посёлка расположен археологический комплекс «Горное эхо».